# Christopher Latham
Christopher Latham (Bolton, 6 de febrero de 1994) es un deportista británico que compite en ciclismo en las modalidades de pista y ruta.
Ganó una medalla de bronce en el Campeonato Mundial de Ciclismo en Pista de 2017, en la carrera de scratch, y una medalla de bronce en el Campeonato Europeo de Ciclismo en Pista de 2015, en la prueba de eliminación.

## Medallero internacional
| Campeonato Mundial | Campeonato Mundial | Campeonato Mundial | Campeonato Mundial |
| Año                | Lugar              | Medalla            | Competición        |
| ------------------ | ------------------ | ------------------ | ------------------ |
| 2017               | Hong Kong (China)  | Medalla de bronce  | Scratch            |
| Campeonato Europeo |                    |                    |                    |
| Año                | Lugar              | Medalla            | Competición        |
| 2015               | Grenchen (Suiza)   | Medalla de bronce  | Eliminación        |

## Palmarés
2015
- Trofeo Beaumont

2016
- 1 etapa del Tour de Olympia